# Schauerach
Schauerach ist ein Ortsteil der Stadt Grafing bei München im oberbayerischen Landkreis Ebersberg. Die Einöde liegt circa 4,5 Kilometer südöstlich von Grafing (Ortsmitte), und rd. 600 Meter südsüdöstlich vom Weiler Katzenreuth. Schauerach besitzt eine nach Osten abzweigende Zufahrt, abgehend von dem öffentlich befahrbaren, unbefestigten Ortsverbindungsweg zwischen Katzenreuth im Norden, und dem Weiler Ast der Gemeinde Aßling im Süden. Die Abflüsse der Katzenreuther Filze entwässern nach Süden über den Schauerachgraben von links in die Attel im Aßlinger Moos. Der Lauf des Schauerachgrabens beginnt ca. 590 Meter westlich der Einöde Schauerach im Waldgebiet Jungholz.